# قائمة قرارات مجلس الأمن التابع للأمم المتحدة لعام 2017
تتضمن قائمة قرارات مجلس الأمن التابع للأمم المتحدة لعام 2017 جميع القرارات الصادرة عن مجلس الأمن التابع للأمم المتحدة خلال العام 2017.

## القائمة
| رقم القرار | الرمز            | نص القرار                         | موضوع القرار |
| ---------- | ---------------- | --------------------------------- | --- |
| 2337       | S/RES/2337(2017) | نص الوثيقة على موقع الأمم المتحدة | توطيد السلام في غرب أفريقيا |
| 2338       | S/RES/2338(2017) | نص الوثيقة على موقع الأمم المتحدة | الحالة في قبرص |
| 2339       | S/RES/2339(2017) | نص الوثيقة على موقع الأمم المتحدة | الحالة في جمهورية أفريقيا الوسطى |
| 2340       | S/RES/2340(2017) | نص الوثيقة على موقع الأمم المتحدة | تقارير الأمين العام عن السودان وجنوب السودان |
| 2341       | S/RES/2341(2017) | نص الوثيقة على موقع الأمم المتحدة | الأخطار التي تهدد السلام والأمن الدوليين من جراء الأعمال الإرهابية                                                                                      |
| 2342       | S/RES/2342(2017) | نص الوثيقة على موقع الأمم المتحدة | الحالة في الشرق الأوسط |
| 2343       | S/RES/2343(2017) | نص الوثيقة على موقع الأمم المتحدة | الحالة في غينيا بيساو |
| 2344       | S/RES/2344(2017) | نص الوثيقة على موقع الأمم المتحدة | الحالة في أفغانستان |
| 2345       | S/RES/2345(2017) | نص الوثيقة على موقع الأمم المتحدة | الحالة في الصومال |
| 2346       | S/RES/2346(2017) | نص الوثيقة على موقع الأمم المتحدة | عدم إنتشار أسلحة الدمار الشامل / جمهورية كوريا الشعبية الديمقراطية                                                                                      |
| 2347       | S/RES/2347(2017) | نص الوثيقة على موقع الأمم المتحدة | صون السلم والأمن الدوليين |
| 2348       | S/RES/2348(2017) | نص الوثيقة على موقع الأمم المتحدة | الحالة المتعلقة بجمهورية الكونغو الديمقراطية |
| 2349       | S/RES/2349(2017) | نص الوثيقة على موقع الأمم المتحدة | السلام والأمن في أفريقيا |
| 2350       | S/RES/2350(2017) | نص الوثيقة على موقع الأمم المتحدة | الحالة المتعلقة بهايتي |
| 2351       | S/RES/2351(2017) | نص الوثيقة على موقع الأمم المتحدة | الحالة المتعلقة بالصحراء الغربية |
| 2352       | S/RES/2352(2017) | نص الوثيقة على موقع الأمم المتحدة | تقارير الأمين العام عن السودان وجنوب السودان |
| 2353       | S/RES/2353(2017) | نص الوثيقة على موقع الأمم المتحدة | تقارير الأمين العام بشأن السودان وجنوب السودان |
| 2354       | S/RES/2354(2017) | نص الوثيقة على موقع الأمم المتحدة | الأخطار التي تهدد السلام والأمن الدوليين من جراء الأعمال الإرهابية                                                                                      |
| 2355       | S/RES/2355(2017) | نص الوثيقة على موقع الأمم المتحدة | الحالة في الصومال |
| 2356       | S/RES/2356(2017) | نص الوثيقة على موقع الأمم المتحدة | عدم الانتشار / جمهورية كوريا الشعبية الديمقراطية |
| 2357       | S/RES/2357(2017) | نص الوثيقة على موقع الأمم المتحدة | الحالة في ليبيا |
| 2358       | S/RES/2358(2017) | نص الوثيقة على موقع الأمم المتحدة | الحالة في الصومال |
| 2359       | S/RES/2359(2017) | نص الوثيقة على موقع الأمم المتحدة | السلام والأمن في أفريقيا |
| 2360       | S/RES/2360(2017) | نص الوثيقة على موقع الأمم المتحدة | الحالة المتعلقة بجمهورية الكونغو الديمقراطية |
| 2361       | S/RES/2361(2017) | نص الوثيقة على موقع الأمم المتحدة | الحالة في الشرق الأوسط |
| 2362       | S/RES/2362(2017) | نص الوثيقة على موقع الأمم المتحدة | الحالة في ليبيا |
| 2363       | S/RES/2363(2017) | نص الوثيقة على موقع الأمم المتحدة | تقارير الأمين العام بشأن السودان وجنوب السودان |
| 2364       | S/RES/2364(2017) | نص الوثيقة على موقع الأمم المتحدة | الحالة في مالي |
| 2365       | S/RES/2365(2017) | نص الوثيقة على موقع الأمم المتحدة | صون السلم والأمن الدوليين: الأعمال المتعلقة بالألغام |
| 2366       | S/RES/2366(2017) | نص الوثيقة على موقع الأمم المتحدة | رسالتان متطابقتان مؤرختان 19 كانون الثاني /يناير2016 موجهتان إلى الأمين العام ورئيس مجلس الأمن من الممثل الدائم لكولومبيا لدى الأمم المتحدة(S/2016/53)  |
| 2367       | S/RES/2367(2017) | نص الوثيقة على موقع الأمم المتحدة | الحالة المتعلقة بالعراق |
| 2368       | S/RES/2368(2017) | نص الوثيقة على موقع الأمم المتحدة | التهديدات للسلم والأمن الدوليين الناجمة عن الأعمال الإرهابية                                                                                            |
| 2369       | S/RES/2369(2017) | نص الوثيقة على موقع الأمم المتحدة | الحالة في قبرص |
| 2370       | S/RES/2370(2017) | نص الوثيقة على موقع الأمم المتحدة | التهديدات للسلم والأمن الدوليين الناجمة عن الأعمال الإرهابية -منع الإرهابيين من حيازة الأسلحة                                                           |
| 2371       | S/RES/2371(2017) | نص الوثيقة على موقع الأمم المتحدة | عدم الانتشار/جمهورية كوريا الديمقراطية الشعبية |
| 2372       | S/RES/2372(2017) | نص الوثيقة على موقع الأمم المتحدة | الحالة في الصومال |
| 2373       | S/RES/2373(2017) | نص الوثيقة على موقع الأمم المتحدة | الحالة في الشرق الأوسط |
| 2374       | S/RES/2374(2017) | نص الوثيقة على موقع الأمم المتحدة | الحالة في مالي |
| 2375       | S/RES/2375(2017) | نص الوثيقة على موقع الأمم المتحدة | عدم الانتشار/جمهورية كوريا الديمقراطية الشعبية |
| 2376       | S/RES/2376(2017) | نص الوثيقة على موقع الأمم المتحدة | الحالة في ليبيا |
| 2377       | S/RES/2377(2017) | نص الوثيقة على موقع الأمم المتحدة | رسالتان متطابقتان مؤرختان 19 كانون الثاني /يناير2016 موجهتان إلى الأمين العام ورئيس مجلس الأمن من الممثل الدائم لكولومبيا لدى الأمم المتحدة(S/2016/53)  |
| 2378       | S/RES/2378(2017) | نص الوثيقة على موقع الأمم المتحدة | عمليات الأمم المتحدة لحفظ السلام |
| 2379       | S/RES/2379(2017) | نص الوثيقة على موقع الأمم المتحدة | تهديدات للسلم والأمن الدوليين |
| 2380       | S/RES/2380(2017) | نص الوثيقة على موقع الأمم المتحدة | صون السلم والأمن الدوليين |
| 2381       | S/RES/2381(2017) | نص الوثيقة على موقع الأمم المتحدة | رسالتان متطابقتان مؤرختان 19 كانون الثاني/يناير 2016 موجهتان إلى الأمين العام ورئيس مجلس الأمن من الممثل الدائم لكولومبيا لدى الأمم المتحدة (S/2016/53) |
| 2383       | S/RES/2383(2017) | نص الوثيقة على موقع الأمم المتحدة | الحالة في الصومال |
| 2383       | S/RES/2383(2017) | نص الوثيقة على موقع الأمم المتحدة | عمليات الأمم المتحدة لحفظ السلام: مفوضو الشرطة |
| 2384       | S/RES/2384(2017) | نص الوثيقة على موقع الأمم المتحدة | الحالة في البوسنة والهرسك |
| 2385       | S/RES/2385(2017) | نص الوثيقة على موقع الأمم المتحدة | الحالة في الصومال |
| 2386       | S/RES/2386(2017) | نص الوثيقة على موقع الأمم المتحدة | تقارير الأمين العام عن السودان وجنوب السودان |
| 2387       | S/RES/2387(2017) | نص الوثيقة على موقع الأمم المتحدة | الحالة في جمهورية أفريقيا الوسطى |
| 2388       | S/RES/2388(2017) | نص الوثيقة على موقع الأمم المتحدة | صون السلم والأمن الدوليين |
| 2389       | S/RES/2389(2017) | نص الوثيقة على موقع الأمم المتحدة | الحالة في منطقة البحيرات الكبرى |
| 2390       | S/RES/2390(2017) | نص الوثيقة على موقع الأمم المتحدة | الحالة المتعلقة بالعراق |
| 2391       | S/RES/2391(2017) | نص الوثيقة على موقع الأمم المتحدة | السلام والأمن في أفريقيا |
| 2392       | S/RES/2392(2017) | نص الوثيقة على موقع الأمم المتحدة | تقارير الأمين العام عن السودان وجنوب السودان |
| 2393       | S/RES/2393(2017) | نص الوثيقة على موقع الأمم المتحدة | الحالة في الشرق الأوسط |
| 2394       | S/RES/2394(2017) | نص الوثيقة على موقع الأمم المتحدة | الحالة في الشرق الأوسط |
| 2395       | S/RES/2395(2017) | نص الوثيقة على موقع الأمم المتحدة | التهديدات للسلم والأمن الدوليين الناجمة عن الأعمال الإرهابية                                                                                            |
| 2396       | S/RES/2396(2017) | نص الوثيقة على موقع الأمم المتحدة | التهديدات للسلم والأمن الدوليين الناجمة عن الأعمال الإرهابية                                                                                            |
| 2397       | S/RES/2397(2017) | نص الوثيقة على موقع الأمم المتحدة | عدم الانتشار/جمهورية كوريا الشعبية الديمقراطية |

## المرجع
1. ↑  "القرارات التي اتخذها مجلس الأمن في عام 2017". الأمم المتحدة. مؤرشف من الأصل في 3 تموز / يوليو 2019. اطلع عليه بتاريخ 14 كانون الثاني / يناير 2020. {{استشهاد ويب}}: تحقق من التاريخ في: |تاريخ الوصول= و|تاريخ أرشيف= (مساعدة)